# III (Shiny Toy Guns)
| Recensione | Giudizio |
| ---------- | -------- |
| AllMusic   |          |

III è il terzo album registrato in studio del gruppo Indie rock americano Shiny Toy Guns: anticipato dai singoli Waiting Alone e Fading Listening è stato pubblicato il 22 ottobre 2012 presso l'etichetta Five Seven Music. Esso segna il ritorno nella formazione della cantante Carah Faye Charnow.

## Tracce
1. Somewhere To Hide – 3:22
2. Waiting Alone – 3:14
3. Carrie – 3:50
4. If I Lost You – 4:13
5. Speaking Japanese – 3:06
6. Mercy – 4:24
7. Wait For Me – 5:50
8. Fading Listening – 3:26
9. The Sun – 3:15
10. E v a y – 5:20
11. Take Me Back To Where I Was – 3:56

Tutti i brani e le musiche sono attribuiti genericamente agli Shiny Toy Guns

## Formazione
- Carah Faye Charnow – voce, sintetizzatore
- Chad Petree – voce, chitarra
- Jeremy Dawson – tastiere, basso
- Mikey Martin – batteria, percussioni

## Singoli
- Waiting Alone, 26 6 2012
- Fading Listening, 28 8 2012